# 改阿賀野級輕巡洋艦
改阿賀野級輕巡洋艦（日语：かいあがのがたけいじゅんようかん）是大日本帝國海軍計畫中的一款輕巡洋艦。該級艦的設計著重於速度與機動性的強化，但建造計畫最終因日本戰況失利而取消。

## 概要
改阿賀野級輕巡洋艦的基本計畫編號為「C44」。《大日本帝國海軍昭和14年度計畫》（即《丸四計畫》）建造了一艘島風號驅逐艦，意圖大幅提高魚雷戰隊的作戰速度；因此作為旗艦的輕巡洋艦亦須達到37.5節的巡航速度。《昭和17年軍備補充計畫》（即《丸五計畫》）遂以既有的阿賀野級輕巡洋艦為基礎，發展一款速度極大化的艦種。最初計畫建造五艘，但因中途島海戰的影響，海軍因此於《改丸五計畫》中將本級艦的預定建造數量減為兩艘。儘管如此，兩艘預定艦亦均未進入細節設計階段即遭取消。

## 預定建造艦隻
- 第810號艦至第814號艦

1942年（昭和17年）丸五計畫中所預定建造的五艘艦，因中途島海戰失利而中止計畫。
- 第5037號艦、第5038號艦

改丸五計畫中所預定建造的兩艘艦，原先預定分別於1945年8月與1946年8月在廣島縣的吳海軍工廠動工，但計畫不久後即終止。